# Oste-Radweg
Der Oste-Radweg ist ein 145 km langer Radwanderweg entlang der Oste in Niedersachsen.

## Streckenverlauf

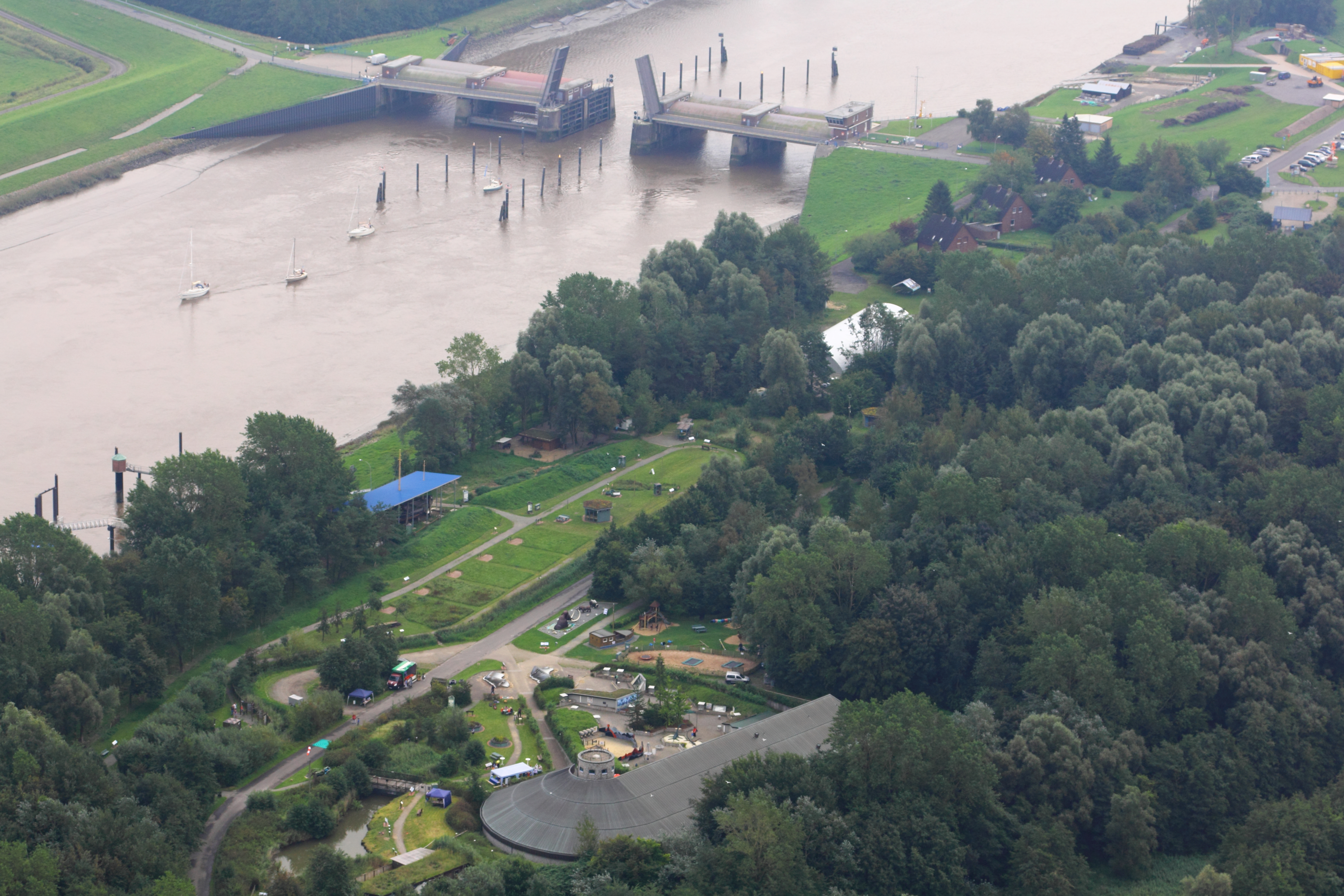
Die Ostemündung mit Sperrwerk und Natureum Niederelbe als Endpunkt/Startpunkt des Osteradwegs

Der Oste-Radweg ist ein 145 km langer Radwanderweg. Er beginnt am Bahnhof in Tostedt und endet am Natureum Balje bei Neuhaus (Oste) an der Mündung der Oste in die Elbe. Er führt durch das Tister Bauernmoor, Sittensen, vorbei an Zeven und am Lager Sandbostel und folgt ab Bremervörde der Radwegvariante der Beschilderung der Deutschen Fährstraße. Er folgt dem Verlauf der Oste durch flache bis flachwellige Landschaft mit wenigen Steigungen und ab Bremervörde durch die flache Ostemarsch. Der Radweg verläuft überwiegend entlang von Landstraßen und auf befestigten Waldwegen (Wirtschaftswegen). Der Nordteil des Oste-Radwegs ist identisch mit dem Südabschnitt der Deutschen Fährstraße Bremervörde – Kiel. Eine kostenlose Streckenkarte kann auf der Homepage der Arbeitsgemeinschaft Osteland angefordert werden.

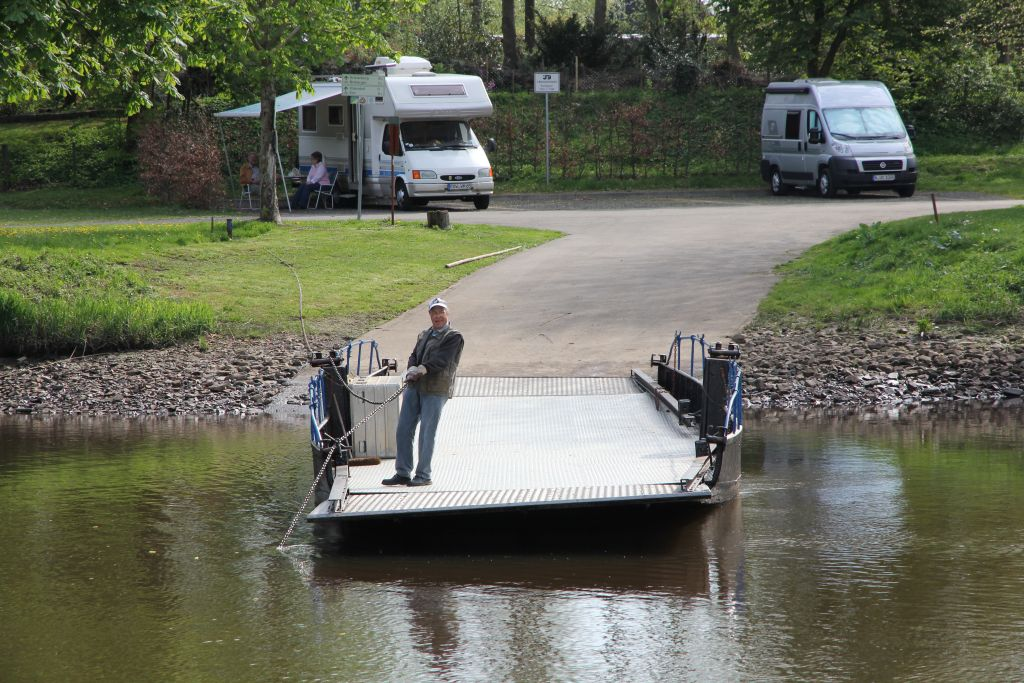
Handbetriebene Prahmfähre über die Oste in Gräpel
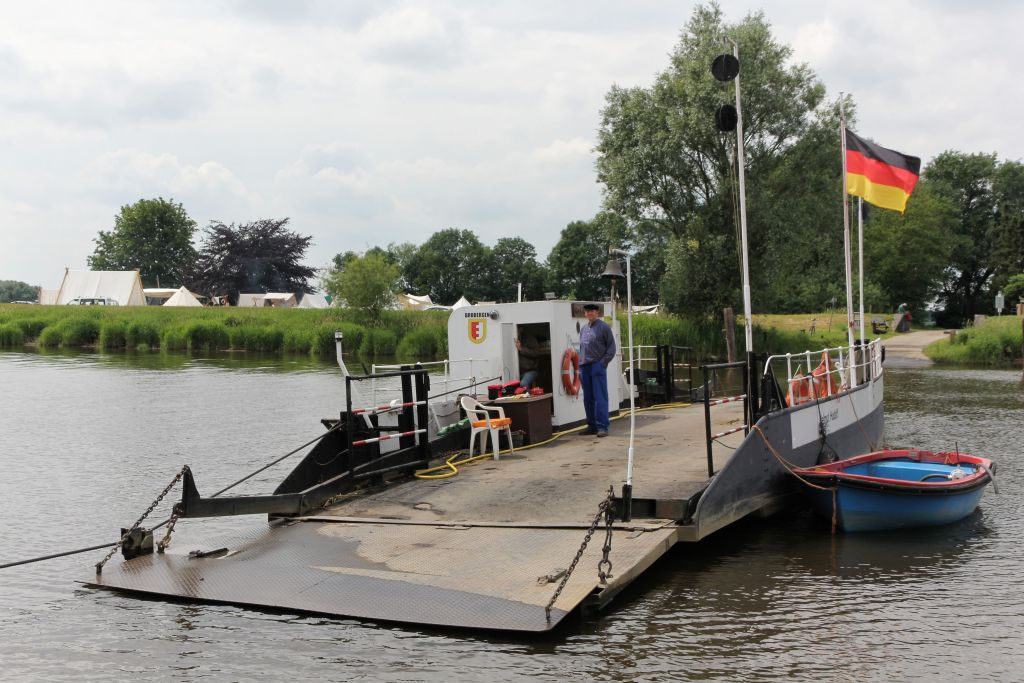
Prahmfähre über die Oste in Brobergen
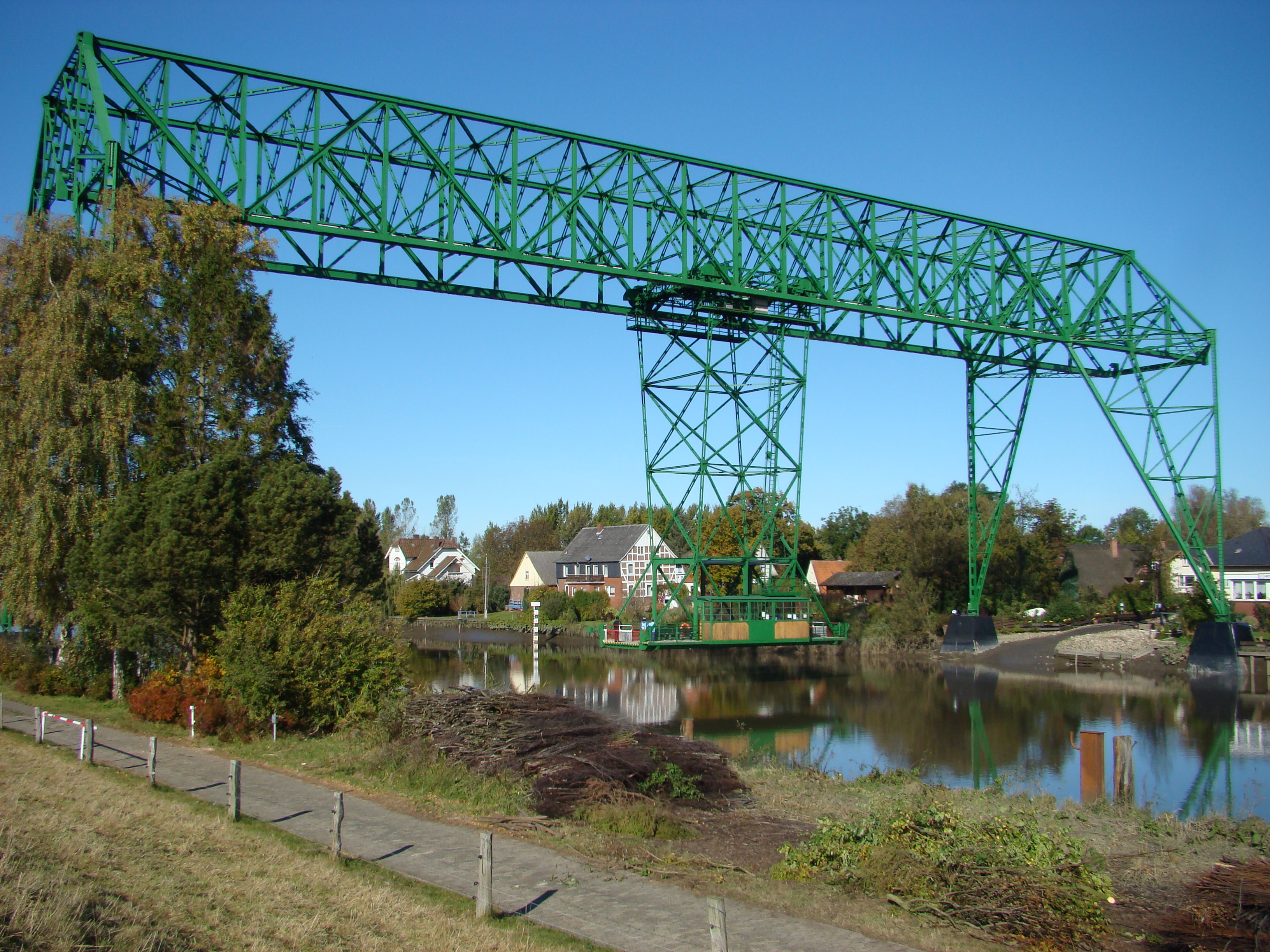
Schwebefähre Osten–Hemmoor in Betrieb
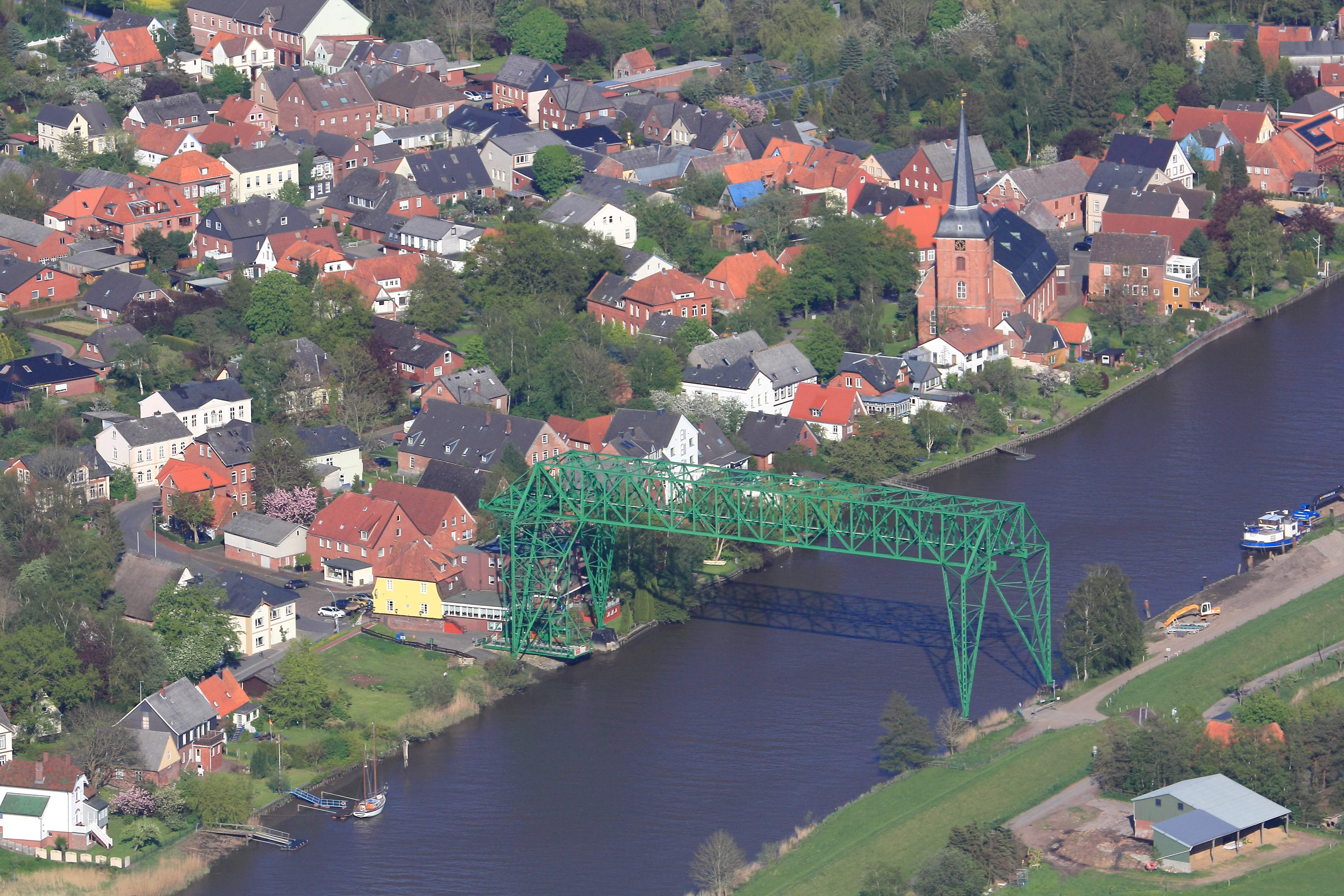
Schwebefähre Hemmoor-Osten am alten Ortskern von Osten
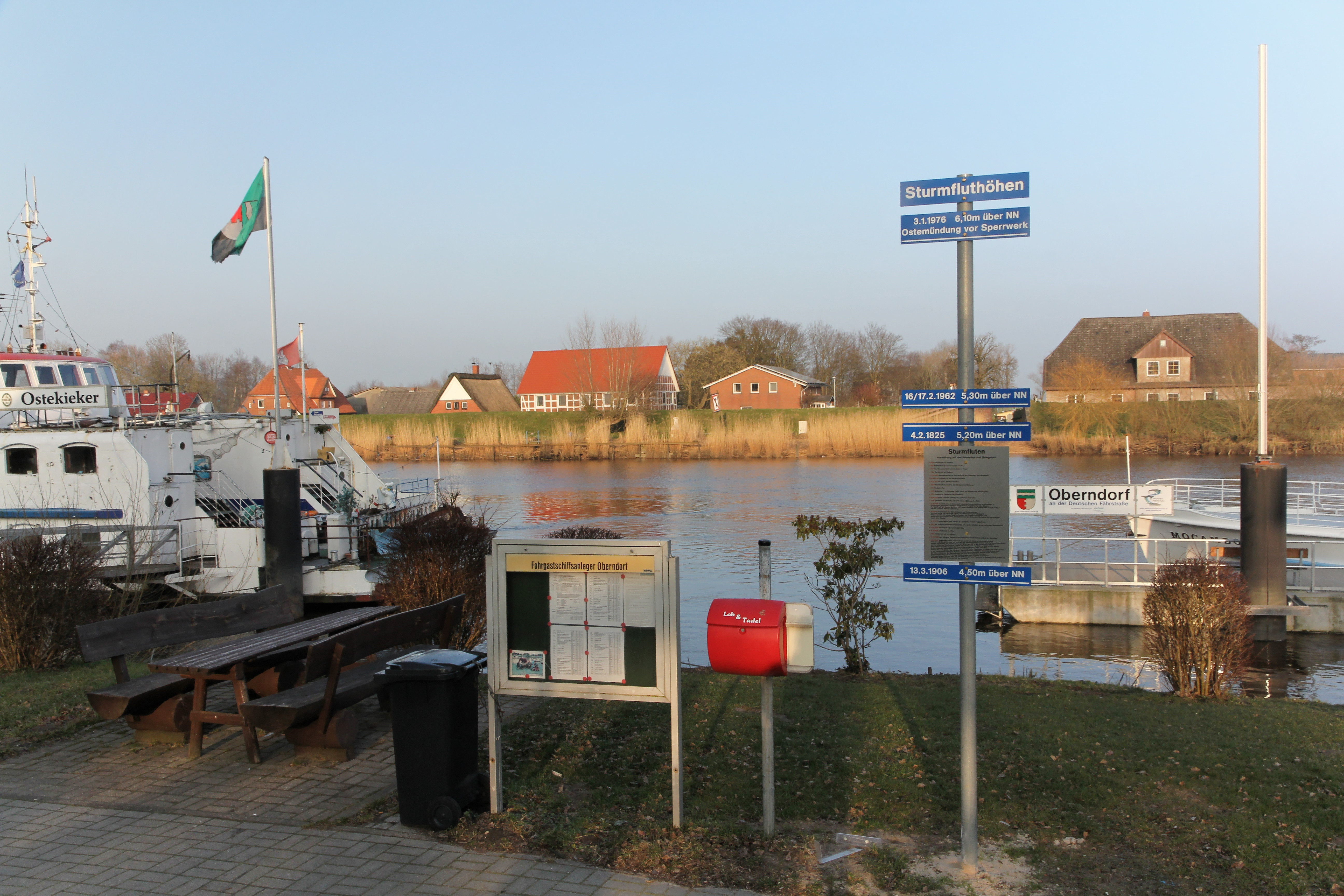
Ehemalige Ostseefähre liegt in Oberndorf als Restaurantschiff "Ostekieker"
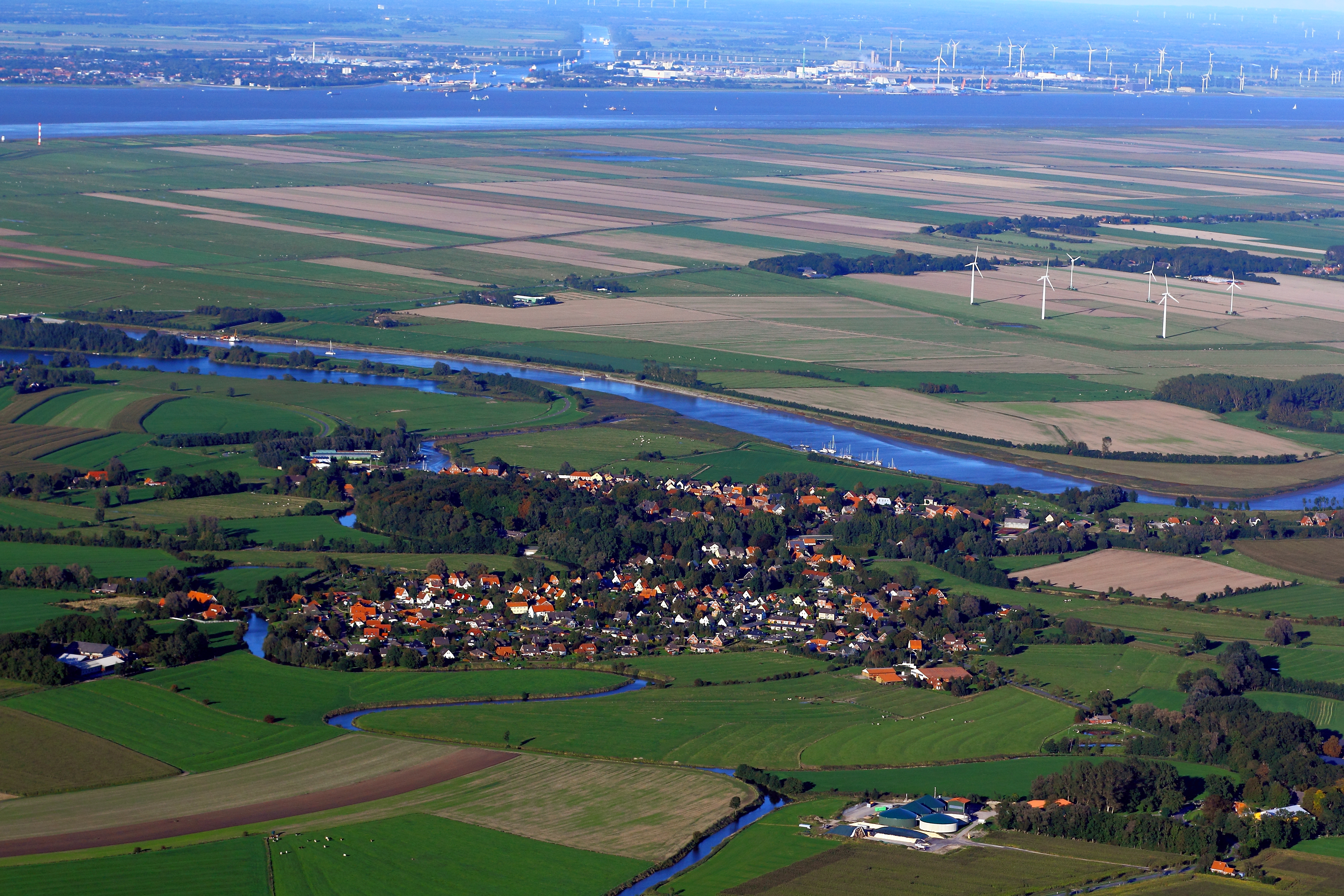
Blick über die Elbmarsch und Neuhaus an der Ostemündung. Start/Ziel des Oste-Radweges am linken Bildrand beim Ostesperrwerk.

## Verkehrsanbindung
Der Oste-Radweg ist per Bahn in Tostedt, Bremervörde sowie Cadenberge zu erreichen. Anfang- und Endpunkt des Radweges sind mit dem Kraftfahrzeug über Bundesstraßen zu erreichen; Tostedt liegt an der B 75, Bremervörde an der B 71, B 74 und Cadenberge an der B 73. In Sittensen liegt die Anschlussstelle Sittensen der Bundesautobahn 1. Der Radweg kreuzt in seinem Verlauf die B 71 bei Zeven und in Bremervörde sowie die B 74 in Bremervörde. Von Tostedt bis Zeven führt die Buslinie 3860, von Zeven nach Bremervörde die Buslinie 800.